# マロンクリーム
マロンクリーム（ラテン文字表記：MARRONCREAM）は、日本のサンリオによるキャラクター。デザイナーは、ぼんぼんりぼんを手掛けている山田和恵（初代）、ウサハナ、シュガーバニーズを手掛けている深沢和美（4代目）。

## 来歴
1985年にキャラクター開発。開発当初はまだ名前がなく、名前がないころは暫定的に「おしゃれうさぎ」（OSHAREUSAGI）と呼ばれていた。
翌年の1986年に「マロン・クリーム」の名前が付けられるようになった。

## キャラクター
マロンクリーム
声 - 渡辺菜生子
フランスのパリ郊外にある小さいながらも芝生の庭付きのおしゃれな一軒家に住んでいる、ちょっぴりおしゃまで、どんなことにも明るく前向きなうさぎの女のコ。平日は赤いスクーターに乗ってリセへ通うリセエンヌで、週末は友達を呼んでパーティを開いたり、洋服作りを楽しんでいる。愛称はマロンちゃん。誕生日は5月31日。アイスクリーム屋さんのおじさんとは親友である。
趣味は手芸、特技は洋服・お菓子作り、お部屋の模様替え。

アーモンドクリーム
マロンクリームのパパ。
バニラクリーム
マロンクリームのママ。
シナモン
ネズミの男のコでマロンクリームの親友。マロンと一緒におしゃれをするのが大好き。

## イメージソング
「わたしはマロン」
作詞：伊藤アキラ 作曲/編曲：佐藤俊彦 歌：新居昭乃
1992年8月21日にサンリオより発売されたCDアルバム「みんなでうたおう！キャラクターソング」（SACV-2030）の6曲目に収録。4分00秒。
「マロンクリームのふしぎなお料理」
作詞：宮崎ナツミ 作曲/編曲：淡海悟郎 歌：渡辺菜生子
1992年7月21日にサンリオより発売されたCDアルバム「楽しい毎日のために ぼくたちの一日ソング」（SACV-2033）の7曲目に収録。3分20秒。

## 商品
トートバッグやパース、木製の雑貨や文具雑貨などが発売された。
- 『マロンクリームのヘルシー・ダイエット』（1993年8月 サンリオ発行 ISBN 978-4387923053 ）という書籍が出版されている。
- 『サンリオ手づくりビデオ』シリーズで「マロンクリームの手づくりルーム はじめてのお料理」（SAVV-700）、「マロンクリームの手づくりルーム やさしいお菓子」（SAVV-701）、「マロンクリームの手づくりルーム かんたん小もの」（SAVV-702）という長さ30分の人形と実写によるVHS版ビデオソフトがサンリオより発売された。
- 1984年サンリオより発売のシングルCD『サンリオキャラクター目覚ましCD ハローキティのおはよう!みんな』（V-2615 ISBN 4-387-94070-0 ）の5曲目に「マロンクリーム」のタイトルで収録、曲ではなく長さ2分17秒のドラマCDのような内容である。作中に電話をかけて、3時のお茶に仲良しのシナモン[注釈 1]を招待するシーンがある。

## サンリオキャラクター大賞の順位
『いちご新聞』の読者投票企画「サンリオキャラクター大賞」で、第2回（1987年）において1位を受賞し歴代最高である。
2013年サンリオキャラクター大賞22位。2013年サンリオキャラクター大賞の特別企画である「これやります宣言」で、「15位以内なら堂島ロールでマロンロールを発売する」と宣言していたが、惜しくもランクインを逃し実現とはならなかった。
また、いちご新聞オリジナル企画で2016年より「サブキャラコンテスト」が開催され、第2回（2017年）の「サブキャラコンテスト」では「シナモン」がノミネートされ、42位タイにランキングされている。コンテストを終えた際の一言は「メルシー。楽しかった!」であった。
- 2024年サンリオキャラクター大賞24位
- 2023年サンリオキャラクター大賞26位
- 2022年サンリオキャラクター大賞22位
- 2021年サンリオキャラクター大賞23位（いちご新聞ランキング22位[19]）。
- 2020年サンリオキャラクター大賞24位（いちご新聞ランキング21位[20]）。
- 2019年サンリオキャラクター大賞22位（いちご新聞ランキング13位[21]）。
- 2018年サンリオキャラクター大賞21位（いちご新聞ランキング14位[22]）。
- 2017年サンリオキャラクター大賞21位（いちご新聞ランキング16位[23]）。
- 2016年サンリオキャラクター大賞28位（いちご新聞ランキング15位[24]） ／ なでる投票28位[25]。
- 2015年サンリオキャラクター大賞22位[26]（いちご新聞ランキング16位[27]）。
- 2014年サンリオキャラクター大賞20位圏外[28][注釈 2]（いちご新聞ランキング13位[30]）。
- 2013年サンリオキャラクター大賞22位。
- 2012年サンリオキャラクター大賞19位[31]。
- 2011年サンリオキャラクター大賞16位[32]。
- 2010年サンリオキャラクター大賞11位[33]。
- 1999年〜2009年サンリオキャラクター大賞10位圏外。
- 1998年サンリオキャラクター大賞8位[3]
- 1997年サンリオキャラクター大賞8位
- 1996年サンリオキャラクター大賞6位
- 1995年サンリオキャラクター大賞8位
- 1994年サンリオキャラクター大賞10位圏外。
- 1993年サンリオキャラクター大賞8位
- 1992年サンリオキャラクター大賞4位
- 1991年サンリオキャラクター大賞3位
- 1990年サンリオキャラクター大賞3位
- 1989年サンリオキャラクター大賞4位
- 1988年サンリオキャラクター大賞7位
- 1987年サンリオキャラクター大賞1位
- 1986年サンリオキャラクター大賞10位圏外[3]。

## その他
- 『いちご新聞』でマロンクリームが初めて表紙を飾ったのは、1987年2月号（228号）である[34]。
- 1989年から1991年にかけて上映された映画サンリオアニメフェスティバル（第1〜3回）の冒頭の主題歌（杉並児童合唱団「不思議の森のパジャマパーティ」）のシーンで、キティを初めさまざまなサンリオキャラクターが登場するが、その中にアニメーションする「マロンクリーム」も登場する[注釈 3]。
- 東海銀行（現・三菱UFJ銀行）のイメージキャラクターに起用されていたことがある。
- サンリオピューロランドでのショーでは、魔法のクリスタルや「マロンクリームともんきちのラブファンタジア」にも客演している。